# Простор (часопис)
Простор - лист студената просторног планирања је часопис који постоји од децембра 1995. године када је изашао његов први број. Часопис је у почетку био часопис студената просторног планирања да би од броја шест који је изашао 2001. године часопис прерастао у заједничко гласило како студената, тако и дипломираних просторних планера. Часопис је у периоду од 2001. до 2010. године излазио једном или двапут годишње, а у њему су објављивани стручни радови које пишу студенти завршних година студија, апсолвенти, професори или дипломирани просторни планери. Стога је једно време часопис било могуће преузети и на интернет страници Асоцијације просторних планера Србије. Од 2015. године часопис поново излази, као што је и првобитно излазио, као лист студената просторног планирања.